# Championnat du monde des voitures de sport 1963
1962 1964
Le Championnat du monde des voitures de sport 1963 est la 11e saison du Championnat du monde des voitures de sport (WSC) FIA. Il est ouvert aux voitures de sport qui vont courir à travers le monde dans des courses d'endurance, ainsi qu'aux voitures de Grand Tourisme. Il s'est couru du 17 février 1963 au 14 septembre 1963, comprenant 22 courses.
C'est la première année que le championnat inclut des courses de type courses de côte, comptant pour le championnat d'Europe de la montagne 1963.

## Calendrier
Toutes les catégories n'ont pas couru dans tous les événements. Quelques courses étaient réservées à une catégorie, alors que d'autres étaient combinées.
| Manche | Course                                   | Circuit                        | Catégorie | Participants | Date          |
| ------ | ---------------------------------------- | ------------------------------ | --------- | ------------ | ------------- |
| 1      | 3 Heures de Daytona                      | Daytona International Speedway | GT        | 42           | 17 février    |
| 2      | 3 Heures de Sebring                      | Sebring International Raceway  | GT        | 10           | 22 mars       |
| 3      | 12 Heures de Sebring                     | Sebring International Raceway  | Toute     | 65           | 23 mars       |
| 4      | Targa Florio                             | Palerme                        | Toute     | 55           | 5 mai         |
| 5      | 500 kilomètres de Spa                    | Circuit de Spa-Francorchamps   | GT        | 32           | 12 mai        |
| 6      | Coppa Maifredi                           | Circuito Del Garda             | GT        | 20           | 12 mai        |
| 7      | 1 000 kilomètres du Nürburgring          | Nürburgring                    | Toute     | 67           | 19 mai        |
| 8      | Course de côte de la Coppa della Consuma | Consuma                        | Toute     | 150          | 2 juin        |
| 9      | Course de côte de Rossfeld               | Rossfeld                       | Toute     | 105          | 9 juin        |
| 10     | 24 Heures du Mans                        | Le Mans                        | Toute     | 49           | 15 au 16 juin |
| 11     | 3 Heures de Monza                        | Autodromo Nazionale di Monza   | GT        | 10           | 29 juin       |
| 12     | Rallye de Wiesbaden                      | Wiesbaden                      | GT        | 185          | 7 juillet     |
| 13     | Trophée d'Auvergne                       | Circuit de Charade             | Toute     | 31           | 7 juillet     |
| 14     | Course de côte du Schauinsland           | Schauinsland                   | Toute     | 44           | 11 août       |
| 15     | Coupe de la cité d'Enna                  | Circuit d'Enna-Pergusa         | GT        | 12           | 18 août       |
| 16     | RAC Tourist Trophy                       | Circuit de Goodwood            | GT        | 30           | 24 août       |
| 17     | Course de côte d'Ollon-Villars           | Villars                        | Toute     | 87           | 25 août       |
| 18     | 500 kilomètres du Nürburgring            | Nürburgring                    | Toute     | 67           | 1er septembre |
| 19     | Coupe inter-Europe - Coppa Inter-Europa  | Autodromo Nazionale di Monza   | GT2.0     | 22           | 8 septembre   |
| 20     | Coupe inter-Europe - Coppa Inter-Europa  | Autodromo Nazionale di Monza   | GT+2.0    | 17           | 8 septembre   |
| 21     | Tour de France                           | Routes de France               | GT        | 122          | 22 septembre  |
| 22     | 500 kilomètres de Bridgehampton          | Bridgehampton                  | GT        | 31           | 14 septembre  |

#### Catégorie GT - Division I (1000 cm³)

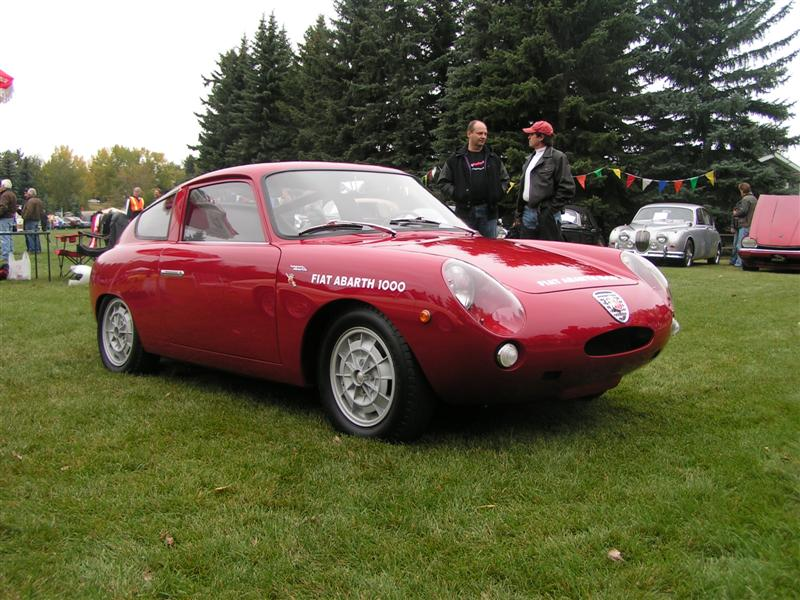
Fiat-Abarth 1000.

#### Catégorie GT - Division II (2000 cm³)

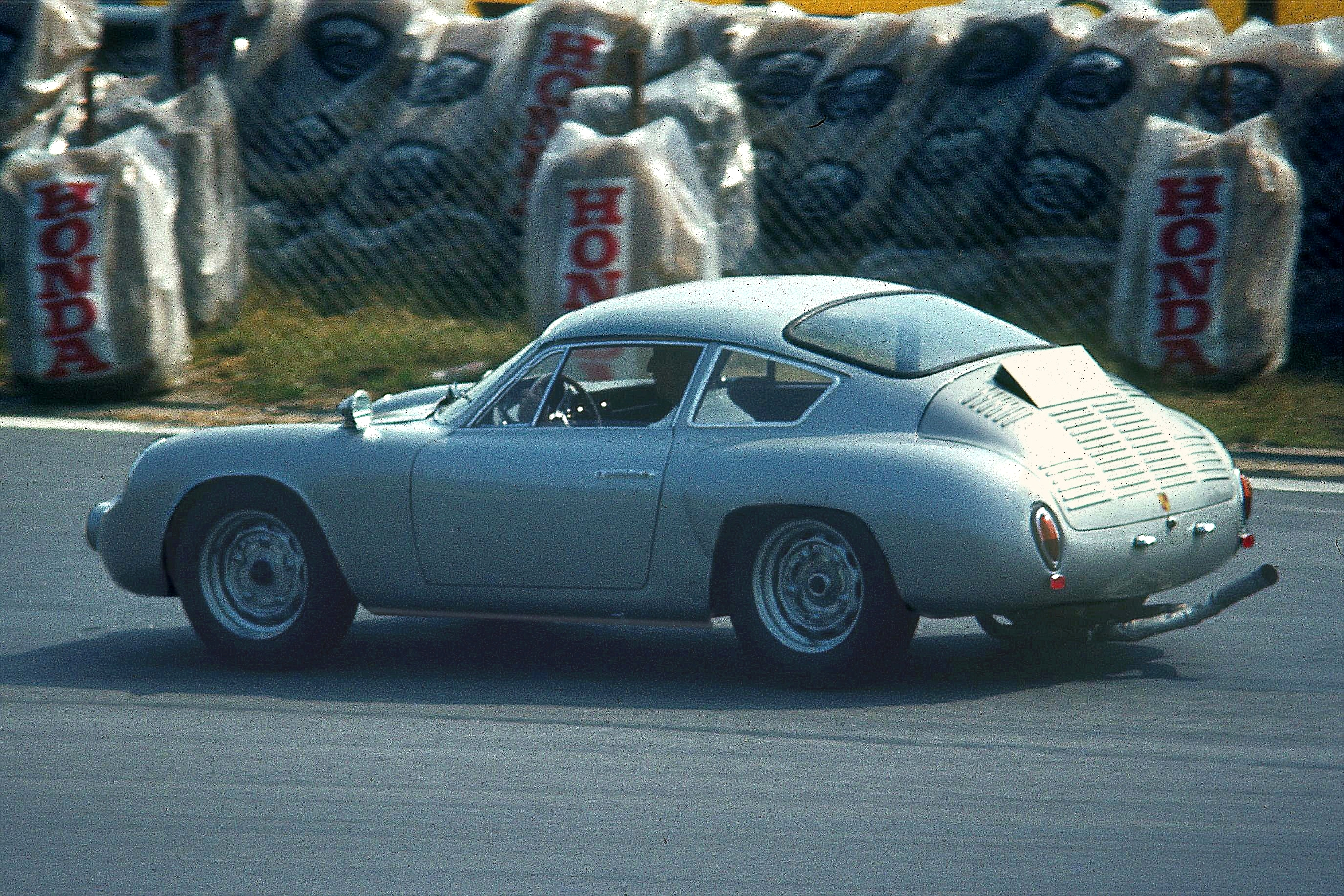
Porsche remporte la Division II avec divers modèles de 356, comme cette 356 B-Carrera GTL-Abarth Am.

## Résultats de la saison

### Courses
| Manche | Circuit           | Équipe vainqueur                            | Résultats |
| Manche | Circuit           | Pilote vainqueur                            | Résultats |
| ------ | ----------------- | ------------------------------------------- | --------- |
| 1      | Daytona           | #18 North American Racing Team              | Résultats |
| 1      | Daytona           | Pedro Rodriguez                             | Résultats |
| 2      | Sebring           | #18 Ecurie Abarth                           | Résultats |
| 2      | Sebring           | Hans Herrmann                               | Résultats |
| 3      | Sebring           | #30 SpA Ferrari SEFAC                       | Résultats |
| 3      | Sebring           | John Surtees Ludovico Scarfiotti            | Résultats |
| 4      | Palerme           | #160 Porsche System Engineering             | Résultats |
| 4      | Palerme           | Jo Bonnier Carlo Maria Abate                | Résultats |
| 5      | Spa-Francorchamps | #36 Écurie Francorchamps                    | Résultats |
| 5      | Spa-Francorchamps | Willy Mairesse                              | Résultats |
| 6      | Garda             | #40 Pas de nom d'équipe                     | Résultats |
| 6      | Garda             | « Pam » Benedetto Guarini                   | Résultats |
| 7      | Nürburgring       | #110 SpA Ferrari SEFAC                      | Résultats |
| 7      | Nürburgring       | Willy Mairesse John Surtees                 | Résultats |
| 8      | Consuma           | #6 Pas de nom d'équipe                      | Résultats |
| 8      | Consuma           | Edoardo Lualdi                              | Résultats |
| 9      | Rossfeld          | #66 Porsche                                 | Résultats |
| 9      | Rossfeld          | Edgar Barth                                 | Résultats |
| 10     | Le Mans           | #21 SpA Ferrari SEFAC                       | Résultats |
| 10     | Le Mans           | Lorenzo Bandini Ludovico Scarfiotti         | Résultats |
| 11     | Monza             | #14 Pas de nom d'équipe                     | Résultats |
| 11     | Monza             | "Tiger"                                     | Résultats |
| 12     | Wiesbadden        | #10 ADAC                                    | Résultats |
| 12     | Wiesbadden        | Günter Wallrabenstein Karl-Heinz Exner, Jr. | Résultats |
| 13     | Charade           | #58 Carlo Maria Abate                       | Résultats |
| 13     | Charade           | Lorenzo Bandini                             | Résultats |
| 14     | Freibourg         | #65 Porsche                                 | Résultats |
| 14     | Freibourg         | Edgar Barth                                 | Résultats |
| 15     | Enna-Pergusa      | #52 Pas de nom d'équipe                     | Résultats |
| 15     | Enna-Pergusa      | "Tiger"                                     | Résultats |
| 16     | Goodwood          | #11 Maranello Concessionnaire               | Résultats |
| 16     | Goodwood          | Graham Hill                                 | Résultats |
| 17     | Ollon-Villars     | #147 Pas de nom d'équipe                    | Résultats |
| 17     | Ollon-Villars     | Edgar Barth                                 | Résultats |
| 18     | Nürburgring       | #82 Abarth                                  | Résultats |
| 18     | Nürburgring       | Teddy Pilette Hans Herrmann                 | Résultats |
| 19     | Monza             | #16 Pas de nom d'équipe                     | Résultats |
| 19     | Monza             | Tommy Spychinger                            | Résultats |
| 20     | Monza             | #46 David Brown                             | Résultats |
| 20     | Monza             | Roy Salvadori                               | Résultats |
| 21     | Routes de France  | #165 Pas de nom d'équipe                    | Résultats |
| 21     | Routes de France  | Jean Guichet José Behra                     | Résultats |
| 22     | Bridgehampton     | #99 John Edgar                              | Résultats |
| 22     | Bridgehampton     | Dan Gurney                                  | Résultats |

### Championnat du monde des constructeurs

#### Catégorie GT - Division I (1 000cm3)
| Pos | Constructeur  | 1 | 2 | 3 | 4 | 5 | 6 | 7 | 8 | 9 | 10 | 11 | 12 | 13 | 14 | 15 | 16 | 17 | 18 | 19 | 20 | 21 | 22 | Total |
| --- | ------------- | - | - | - | - | - | - | - | - | - | -- | -- | -- | -- | -- | -- | -- | -- | -- | -- | -- | -- | -- | ----- |
| 1   | Fiat-Abarth   |   | 9 |   |   |   | 9 |   | 9 |   |    | 9  | 18 |    | 9  | 9  |    | 9  | 9  |    |    |    |    | 54    |
| 2   | Alpine        |   |   |   |   |   |   |   |   |   |    |    |    |    |    |    |    |    |    |    |    | 27 |    | 9     |
| 3   | Marcos        |   |   |   |   |   |   |   |   |   |    |    |    |    |    |    |    |    | 6  |    |    |    |    | 6     |
| 4=  | MG            |   |   |   |   |   |   |   |   |   |    |    |    |    |    |    |    |    | 4  |    |    |    |    | 4     |
| 4=  | D.B.          |   | 4 |   |   |   |   |   |   |   |    |    |    |    |    |    |    |    |    |    |    |    |    | 4     |
| 6   | Austin-Healey |   | 3 |   |   |   |   |   |   |   |    |    |    |    |    |    |    |    | 3  |    |    |    |    | 4     |

#### Catégorie GT - Division I - Série sous-catégorie 1 (700cm3)
| Pos | Constructeur | 1 | 2 | 3 | 4 | 5 | 6 | 7 | 8 | 9 | 10 | 11 | 12 | 13 | 14 | 15 | 16 | 17 | 18 | 19 | 20 | 21 | 22 | Total |
| --- | ------------ | - | - | - | - | - | - | - | - | - | -- | -- | -- | -- | -- | -- | -- | -- | -- | -- | -- | -- | -- | ----- |
| 1   | Fiat-Abarth  |   |   |   |   |   |   | 9 |   | 9 |    |    | 9  |    |    |    | 9  |    | 9  |    |    |    |    | 45    |
| 2   | NSU          |   |   |   |   |   |   |   |   |   |    |    |    |    |    |    |    | 6  |    |    |    | 27 |    | 33    |
| 3   | BMW          |   |   |   |   |   |   |   |   |   |    |    | 18 |    |    |    |    |    |    |    |    |    |    | 18    |

#### Catégorie GT - Division I - Série sous-catégorie 2 (850cm3)
| Pos | Constructeur | 1 | 2 | 3 | 4 | 5 | 6 | 7 | 8 | 9 | 10 | 11 | 12 | 13 | 14 | 15 | 16 | 17 | 18 | 19 | 20 | 21 | 22 | Total |
| --- | ------------ | - | - | - | - | - | - | - | - | - | -- | -- | -- | -- | -- | -- | -- | -- | -- | -- | -- | -- | -- | ----- |
| 1=  | Fiat-Abarth  |   |   |   |   |   |   |   |   |   |    |    |    |    |    |    |    | 9  |    |    |    | 18 |    | 27    |
| 1=  | Alpine       |   |   |   |   |   |   |   |   |   |    |    |    |    |    |    |    |    |    |    |    | 27 |    | 27    |
| 3   | DKW          |   |   |   |   |   |   |   |   |   |    |    |    |    |    |    |    |    |    |    |    | 12 |    | 12    |
| 4   | D.B.         |   | 9 |   |   |   |   |   |   |   |    |    |    |    |    |    |    |    |    |    |    |    |    | 9     |
| 5   | R.B.         |   |   |   |   |   |   |   |   |   |    |    |    |    |    |    |    | 6  |    |    |    |    |    | 6     |

#### Catégorie GT - Division I - Série sous-catégorie 3 (1 000cm3)
| Pos | Constructeur  | 1 | 2 | 3 | 4 | 5 | 6 | 7 | 8 | 9 | 10 | 11 | 12 | 13 | 14 | 15  | 16 | 17  | 18  | 19 | 20 | 21 | 22 | Total |
| --- | ------------- | - | - | - | - | - | - | - | - | - | -- | -- | -- | -- | -- | --- | -- | --- | --- | -- | -- | -- | -- | ----- |
| 1   | Fiat-Abarth   |   | 9 |   |   |   | 9 |   | 9 |   |    | 9  | 18 |    | 9  | (9) |    | (9) | (9) |    |    |    |    | 63    |
| 2   | Alpine        |   |   |   |   |   |   |   |   |   |    |    |    |    |    |     |    |     |     |    |    | 27 |    | 27    |
| 3   | Austin-Healey |   | 4 |   |   |   |   |   |   |   |    |    |    |    |    |     |    |     | 3   |    |    |    |    | 7     |
| 4   | Marcos        |   |   |   |   |   |   |   |   |   |    |    |    |    |    |     |    |     | 6   |    |    |    |    | 6     |
| 5   | MG            |   |   |   |   |   |   |   |   |   |    |    |    |    |    |     |    |     | 4   |    |    |    |    | 4     |

#### Catégorie GT - Division II (2 000cm3)
| Pos | Constructeur | 1   | 2 | 3  | 4  | 5 | 6 | 7  | 8 | 9 | 10 | 11 | 12 | 13 | 14 | 15 | 16 | 17 | 18 | 19 | 20 | 21 | 22  | Total |
| --- | ------------ | --- | - | -- | -- | - | - | -- | - | - | -- | -- | -- | -- | -- | -- | -- | -- | -- | -- | -- | -- | --- | ----- |
| 1   | Porsche      | 9   |   | 27 | 18 | 6 |   | 18 | 2 | 9 |    |    | 19 | 9  |    |    | 6  | 9  |    |    |    |    | 9   | 90    |
| 2   | Lotus        |     |   |    |    | 9 |   | 12 |   |   | 27 |    |    | 1  |    |    | 9  |    |    | 3  |    |    |     | 27    |
| 3   | Alfa Romeo   |     |   | 3  | 8  | 3 |   |    |   |   |    |    | 6  |    |    |    |    |    |    | 2  |    | 27 |     | 45    |
| 4   | Abarth-Simca | (3) |   | 6  |    |   |   |    | 9 | 4 |    |    |    | 4  |    |    |    | 6  |    | 9  |    |    | (1) | 38    |
| 5   | MG           |     |   |    |    |   |   | 4  |   |   | 18 |    |    |    |    |    | 2  |    |    |    |    | 9  |     | 36    |
| 6   | Sunbeam      |     |   |    |    |   |   |    |   |   |    |    |    |    |    |    |    |    |    |    |    | 12 |     | 12    |
| 7   | Lotus-Ford   |     |   |    |    |   |   |    |   |   |    |    |    |    |    |    |    |    |    |    |    |    | 6   | 6     |
| 8   | Volvo        |     |   | 3  |    |   |   |    |   |   |    |    |    |    |    |    |    |    |    |    |    |    |     | 3     |

#### Catégorie GT - Division II - Série sous-catégorie 1 (1 300cm3)
| Pos | Constructeur | 1 | 2 | 3  | 4  | 5 | 6 | 7  | 8 | 9 | 10 | 11 | 12 | 13 | 14 | 15 | 16 | 17 | 18 | 19 | 20 | 21 | 22 | Total |
| --- | ------------ | - | - | -- | -- | - | - | -- | - | - | -- | -- | -- | -- | -- | -- | -- | -- | -- | -- | -- | -- | -- | ----- |
| 1   | Alfa Romeo   | 6 |   | 18 | 18 | 6 |   | 6  | 2 |   |    |    | 18 |    |    |    |    | 2  |    | 2  |    | 27 |    | 87    |
| 2   | Abarth-Simca | 9 |   | 27 |    |   |   |    | 9 | 9 |    |    |    | 9  |    |    |    | 9  |    | 9  |    |    | 9  | 72    |
| 3   | Lotus        | 4 |   | 9  |    | 9 |   | 18 |   |   | 27 |    |    | 4  |    |    | 9  | 4  |    | 3  |    |    |    | 63    |
| 4   | MG           |   |   |    |    |   |   | 12 |   |   |    |    |    |    |    |    | 3  |    |    |    |    |    |    | 15    |
| 5   | Volkswagen   |   |   |    |    |   |   |    |   |   |    |    | 12 |    |    |    |    |    |    |    |    |    |    | 12    |

#### Catégorie GT - Division II - Série sous-catégorie 2 (1 600cm3)
| Pos | Constructeur | 1 | 2 | 3  | 4  | 5 | 6 | 7  | 8 | 9 | 10 | 11 | 12 | 13 | 14 | 15 | 16 | 17 | 18 | 19 | 20 | 21 | 22 | Total |
| --- | ------------ | - | - | -- | -- | - | - | -- | - | - | -- | -- | -- | -- | -- | -- | -- | -- | -- | -- | -- | -- | -- | ----- |
| 1   | Porsche      | 9 |   | 27 | 18 | 9 |   | 18 |   | 9 |    |    | 18 |    |    |    |    | 9  |    |    |    | 9  | 9  | 90    |
| 2   | Alfa Romeo   |   |   |    |    |   |   | 6  | 4 |   |    |    |    |    |    |    |    | 1  |    | 9  |    | 27 | 2  | 49    |
| 3   | Sunbeam      |   |   | 12 |    |   |   |    |   |   |    |    |    |    |    |    |    |    |    |    |    | 18 |    | 30    |
| 4   | O.S.C.A.     |   |   | 6  |    |   |   |    | 9 |   |    |    |    |    |    |    |    |    |    |    |    |    |    | 15    |
| 5   | TVR          |   |   |    |    |   |   |    |   |   |    |    |    |    |    |    | 9  |    |    |    |    |    |    | 9     |
| 6   | Lotus-Ford   |   |   |    |    |   |   |    |   |   |    |    |    |    |    |    |    |    |    |    |    |    | 6  | 6     |
| 7   | MG           | 3 |   |    |    |   |   |    |   |   |    |    |    |    |    |    |    |    |    |    |    |    |    | 3     |
| 8   | Lotus        |   |   |    |    |   |   |    |   |   |    |    |    |    |    |    |    |    |    |    |    |    |    | 1     |

#### Catégorie GT - Division II - Série sous-catégorie 3 (2 000cm3)
| Pos | Constructeur | 1 | 2 | 3  | 4  | 5 | 6 | 7  | 8 | 9 | 10 | 11 | 12 | 13 | 14 | 15 | 16 | 17 | 18 | 19 | 20 | 21 | 22 | Total |
| --- | ------------ | - | - | -- | -- | - | - | -- | - | - | -- | -- | -- | -- | -- | -- | -- | -- | -- | -- | -- | -- | -- | ----- |
| 1   | Porsche      | 9 |   | 27 | 18 | 9 |   | 18 | 9 | 9 |    |    | 18 | 9  |    |    | 9  | 9  |    |    |    |    | 9  | 90    |
| 2   | MG           |   |   |    |    |   |   |    |   |   | 27 |    |    |    |    |    |    |    |    |    |    | 27 |    | 54    |
| 3   | Volvo        |   |   | 12 |    |   |   | 6  |   |   |    |    |    |    |    |    |    |    |    |    |    |    |    | 18    |
| 4=  | TVR          |   |   |    |    |   |   |    |   |   |    |    |    |    |    |    |    |    |    |    |    |    | 6  | 6     |
| 4=  | Morgan       |   |   |    |    |   |   |    |   |   |    |    |    |    |    |    | 6  |    |    |    |    |    |    | 6     |
| 6   | Turner       |   |   |    |    |   |   |    |   |   |    |    |    |    |    |    | 4  |    |    |    |    |    |    | 4     |
| 7   | A.C.         |   |   |    |    |   |   |    |   |   |    |    |    |    |    |    |    | 3  |    |    |    |    |    | 3     |

#### Catégorie GT - Division III (+ de2 000cm3)
| Pos | Constructeur  | 1 | 2 | 3  | 4  | 5   | 6 | 7  | 8   | 9 | 10 | 11 | 12 | 13  | 14  | 15 | 16  | 17  | 18 | 19 | 20  | 21 | 22 | Total |
| --- | ------------- | - | - | -- | -- | --- | - | -- | --- | - | -- | -- | -- | --- | --- | -- | --- | --- | -- | -- | --- | -- | -- | ----- |
| 1   | Ferrari       | 9 |   | 27 | 18 | (9) |   | 18 | (9) |   | 27 |    |    | (9) | (9) |    | (9) | (9) |    |    | (6) | 27 |    | 126   |
| 2   | Jaguar        | 1 |   | 9  |    |     |   | 4  |     |   | 6  |    |    |     |     |    | 4   | (1) |    |    |     |    | 4  | 28    |
| 3   | Shelby        | 3 |   | 3  |    |     |   |    |     |   | 9  |    |    |     |     |    |     |     |    |    |     |    | 9  | 24    |
| 4   | Austin-Healey |   |   |    |    |     |   |    |     |   |    |    | 18 |     |     |    |     |     |    |    |     |    |    | 18    |
| 5   | Aston Martin  |   |   |    |    |     |   |    |     |   |    |    |    | 4   |     |    |     |     |    |    | 9   |    |    | 13    |
| 6   | Lancia        |   |   |    | 6  |     |   |    | 4   |   |    |    |    |     |     |    |     |     |    |    |     |    |    | 10    |
| 7   | Chevrolet     | 4 |   |    |    |     |   |    |     |   |    |    |    |     |     |    |     | 2   |    |    |     |    | 2  | 8     |
| 8   | Alfa Romeo    |   |   |    |    |     |   |    |     |   |    |    |    |     | 3   |    |     |     |    |    |     |    |    | 3     |
| 9   | Morgan        |   |   |    |    | 1   |   |    |     |   |    |    |    |     |     |    |     |     |    |    |     |    |    | 1     |

#### Catégorie GT - Division III - Série sous-catégorie 1 (2 500cm3)
| Pos | Constructeur | 1 | 2 | 3  | 4  | 5 | 6 | 7  | 8 | 9 | 10 | 11 | 12 | 13 | 14 | 15 | 16 | 17 | 18 | 19 | 20 | 21 | 22 | Total |
| --- | ------------ | - | - | -- | -- | - | - | -- | - | - | -- | -- | -- | -- | -- | -- | -- | -- | -- | -- | -- | -- | -- | ----- |
| 1   | Triumph      | 9 |   | 27 |    |   |   |    | 4 |   |    |    |    |    |    |    |    | 9  |    |    | 6  | 27 |    | 90    |
| 2=  | Lancia       |   |   | 12 |    | 9 |   | 18 |   |   |    |    |    |    |    |    |    |    |    |    | 2  |    |    | 38    |
| 2=  | Lancia       |   |   |    | 18 | 4 |   | 8  | 9 |   |    |    |    |    |    |    |    |    |    |    | 9  |    |    | 38    |

#### Catégorie GT - Division III - Série sous-catégorie 2 (3 000cm3)
| Pos | Constructeur  | 1 | 2 | 3  | 4  | 5 | 6 | 7  | 8 | 9 | 10 | 11 | 12 | 13 | 14 | 15 | 16 | 17 | 18 | 19 | 20 | 21 | 22 | Total |
| --- | ------------- | - | - | -- | -- | - | - | -- | - | - | -- | -- | -- | -- | -- | -- | -- | -- | -- | -- | -- | -- | -- | ----- |
| 1   | Ferrari       | 9 |   | 27 | 18 | 9 |   | 18 | 9 |   | 27 |    |    | 9  | 9  |    | 9  | 9  |    |    | 9  | 27 | 9  | 117   |
| 2   | Austin-Healey |   |   |    |    |   |   |    |   |   |    |    | 18 |    |    |    |    |    |    |    |    |    |    | 18    |

#### Catégorie GT - Division III - Série sous-catégorie 3 (+ de3 000cm3)
| Pos | Constructeur | 1 | 2 | 3  | 4  | 5 | 6 | 7  | 8 | 9 | 10 | 11 | 12 | 13 | 14 | 15 | 16 | 17 | 18 | 19 | 20 | 21 | 22 | Total |
| --- | ------------ | - | - | -- | -- | - | - | -- | - | - | -- | -- | -- | -- | -- | -- | -- | -- | -- | -- | -- | -- | -- | ----- |
| 1   | Jaguar       | 3 |   | 27 | 18 |   |   | 18 |   |   | 18 |    |    |    |    |    | 9  |    |    |    | 4  |    | 4  | 99    |
| 2   | Aston Martin |   |   |    |    |   |   |    |   |   |    |    |    | 9  |    |    | 3  |    |    |    | 9  |    |    | 30    |
| 3=  | Shelby       | 6 |   | 12 |    |   |   |    |   |   |    |    |    |    |    |    |    |    |    |    |    |    | 9  | 27    |
| 3=  | A.C.         |   |   |    |    |   |   |    |   |   | 27 |    |    |    |    |    |    |    |    |    |    |    |    | 27    |
| 5   | Chevrolet    | 9 |   | 9  |    |   |   |    |   |   |    |    |    |    |    |    |    |    |    |    |    |    | 2  | 26    |

#### Catégorie P+3.0 - Trophée International des Prototypes (+ de3 000cm3)
| Pos | Constructeur | 1 | 2 | 3  | 4 | 5 | 6 | 7 | 8 | 9 | 10 | 11 | 12 | 13 | 14 | 15 | 16 | 17 | 18 | 19 | 20 | 21 | 22 | Total |
| --- | ------------ | - | - | -- | - | - | - | - | - | - | -- | -- | -- | -- | -- | -- | -- | -- | -- | -- | -- | -- | -- | ----- |
| 1   | Ferrari      |   |   | 27 |   |   |   |   |   |   | 27 |    |    |    |    |    |    |    |    |    |    |    |    | 27    |

#### Catégorie P3.0 - Trophée International des Prototypes (- de3 000cm3)
| Pos | Constructeur  | 1 | 2 | 3  | 4  | 5 | 6 | 7  | 8 | 9 | 10 | 11 | 12 | 13 | 14 | 15 | 16 | 17 | 18 | 19 | 20 | 21 | 22 | Total |
| --- | ------------- | - | - | -- | -- | - | - | -- | - | - | -- | -- | -- | -- | -- | -- | -- | -- | -- | -- | -- | -- | -- | ----- |
| 1   | Ferrari       |   |   | 27 |    |   |   | 18 |   |   | 27 |    |    |    |    |    |    |    |    |    |    |    |    | 72    |
| 2   | Porsche       |   |   |    | 18 |   |   |    |   |   | 12 |    |    |    |    |    |    |    |    |    |    |    |    | 30    |
| 3   | René Bonnet   |   |   |    | 8  |   |   | 2  |   |   | 9  |    |    |    |    |    |    |    |    |    |    |    |    | 19    |
| 4   | Austin-Healey |   |   | 12 |    |   |   | 4  |   |   |    |    |    |    |    |    |    |    |    |    |    |    |    | 16    |
| 5   | Alpine        |   |   |    |    |   |   | 6  |   |   |    |    |    |    |    |    |    |    |    |    |    |    |    | 6     |
| 6   | Fiat-Abarth   |   |   |    | 4  |   |   |    |   |   |    |    |    |    |    |    |    |    |    |    |    |    |    | 4     |